# Национален парк Маново-Гоунда Сен Флорис
Национален парк Маново-Гоунда Сен Флорис (на английски: Manovo-Gounda St. Floris National Park) е национален парк в провинция Баминги-Бангоран в Централноафриканската република близо до границата с Чад и е включен в Списъка на световното културно и природно наследство на ЮНЕСКО от 1988 г.

## Флора и фауна
Паркът се характеризира основно с многообразната си флора и фауна. При годишни валежи от 1000 до 1700 мм. преобладаващата растителност е тази на саваната с дървета.
В националния парк живеят черни носорози, лъвове, леопарди, хиеново куче, газели, дукери, водни кози, антилопи Ориби, Лиророга антилопа, редунки, брадавичести свине, африкански биволи, жирафи, крокодили, хипопотами както са забелязвани гепарди. По-рядко се срещат африканска златна котка, Червеноплещ дукер, Жълтогръб дукер. Броя на слоновете е силно намалял като през 1976 г. са били между 80000 и 100000, а при направени снимки от въздуха през 2005 г са заснети по-малко от 500 броя.
В северните райони, които са наводнявани живеят около 320 вида птици, между които минимум 25 вида грабливи птици като например Африкански белоглав морски орел. Среща се и китоглавата чапла. В зависимост от сезона се срещат големи количества пеликани и марабу.